# 1422
Năm 1422 là một năm thường bắt đầu vào ngày Thứ Sáu trong lịch Julius.

## Sinh
- 30 tháng 5 - Georg Purbach, nhà thiên văn học và toán học người Đức (mất 1461)
- 2 tháng 6 - Ferdinand I của Napoli (mất 1494)
- 3 tháng 7 - Vua Louis XI của Pháp (mất 1483)
- 24 tháng 8 - Thomas Rotherham, giáo sĩ Anh (mất 1500)
- 24 tháng 11 - Baron von Raß Balzers, hậu duệ của Frederick II